# Waterloo Bridge
Die Waterloo Bridge ist eine Straßenbrücke über den Fluss Themse in London. Sie verbindet den Strand und Aldwych in der City of Westminster auf der Nordwestseite mit der South Bank im Stadtbezirk London Borough of Lambeth auf der Südostseite.
Die erste Brücke an dieser Stelle wurde 1817 eröffnet und zur Erinnerung an den Sieg in der Schlacht bei Waterloo benannt. Die heutige Brücke wurde 1945 eröffnet.

## Lage
Die am hochgelegenen Strand beginnende Hauptstraße A301 bildet die Zufahrtsrampe, die entlang des Somerset House leicht zur Brücke ansteigt. Diese überquert dann das Victoria Embankment, die Themse und den Queens's Walk an der South Bank. Unter dem Brückenende befindet sich das Kino des BFI Southbank. Die Südrampe der Brücke führt entlang der Queen Elizabeth Hall, der Hayward Gallery und dem National Theatre zu dem Kreisverkehr um das BFI IMAX in unmittelbarer Nähe des Bahnhofs Waterloo.

## Waterloo Bridge (1945)
Die Waterloo Bridge ist mit rund 400 m Londons längste Brücke, unabhängig davon, dass die Längenangaben stark voneinander abweichen.

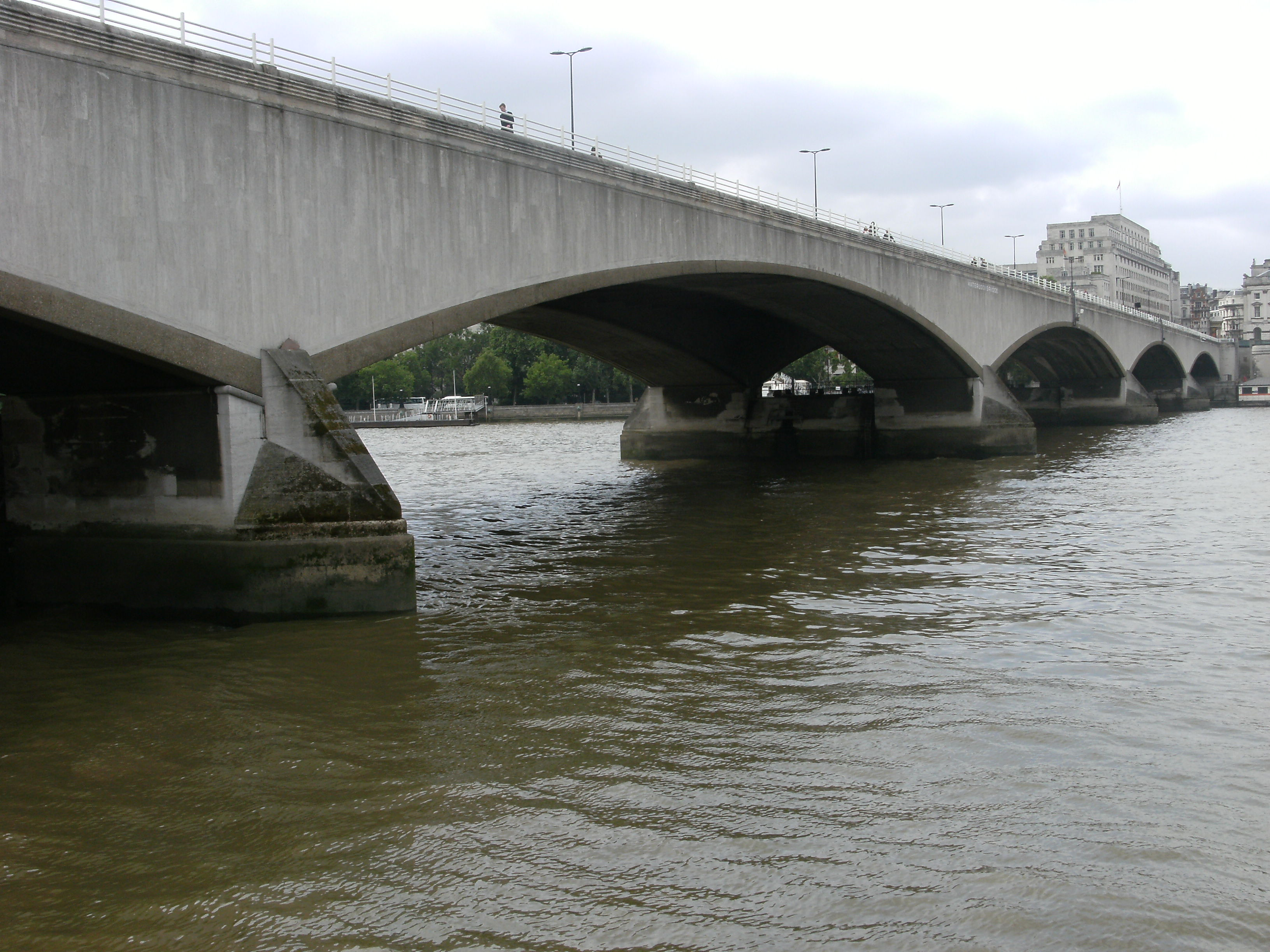

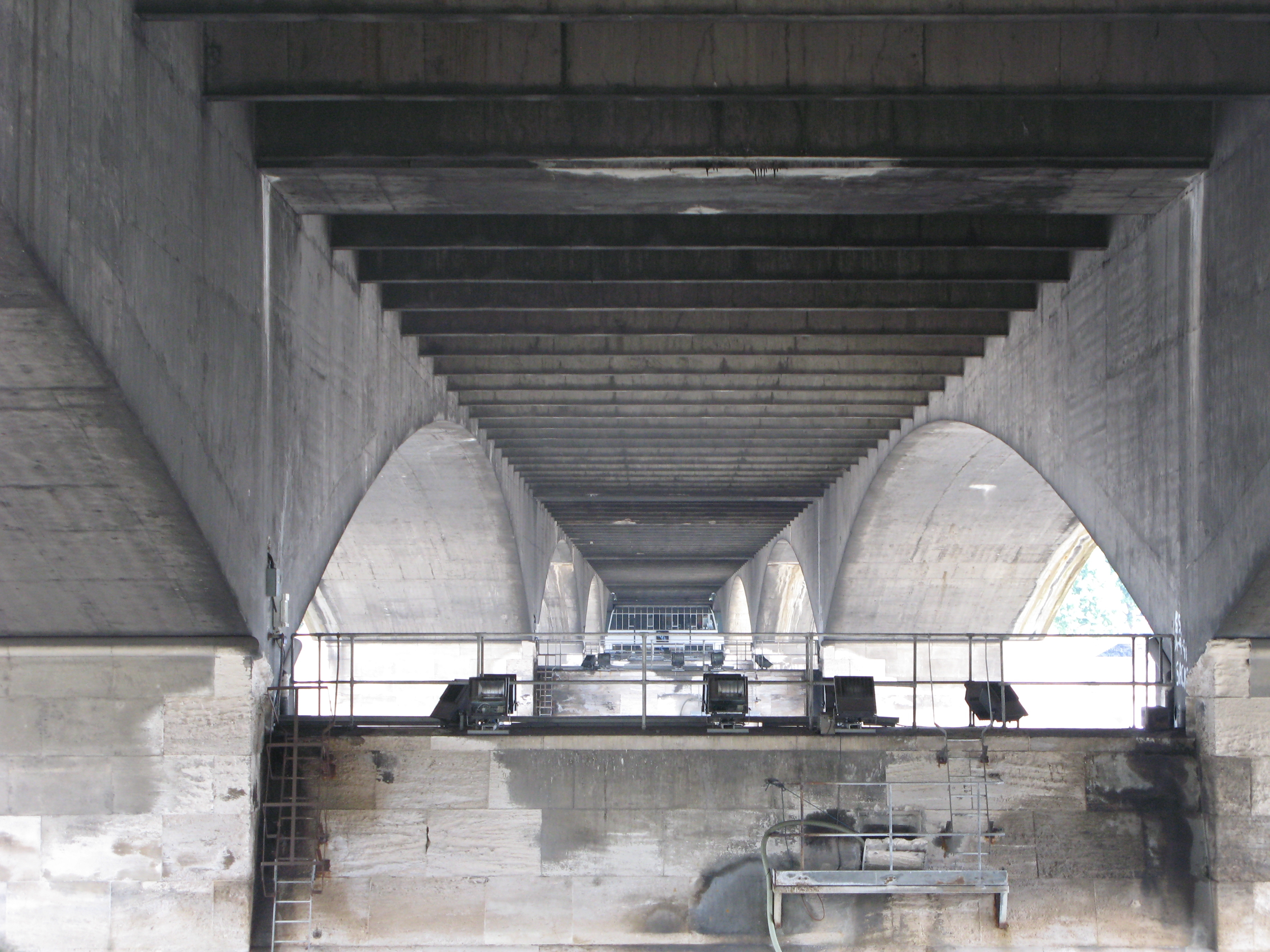

Sie überquert den Fluss mit 5 flachen, ca. 72 m weiten Bögen in hellgrauer Farbe. Abgesehen von einem horizontalen Rillenprofil unterhalb der Geländer und den abgekanteten Bogenrändern, die dadurch dunkler wirken, hat die Brücke keinerlei Schmuck oder Verzierung. Sie ist mit Portland-Kalkstein verkleidet, der sich bei Regen selbst reinigt. Die Pfeiler sind mit Granit verkleidet, der von der früheren Brücke stammt.
Die Brücke ist 24,38 m (80 ft) breit, wovon je 3,35 m (11 ft) auf die beiden Gehwege entfallen. Die Fahrbahn von 17,68 m (58 ft) hatte früher sechs Fahrspuren. Heute ist ein unregelmäßiges Nebeneinander von Fahrrad- und Busspuren, Einfädelspuren in den Strand underpass und normalen Fahrspuren auf der Fahrbahn markiert. Die Waterloo Bridge ist auch für Fußgänger freigegeben. 

### Technische Einzelheiten

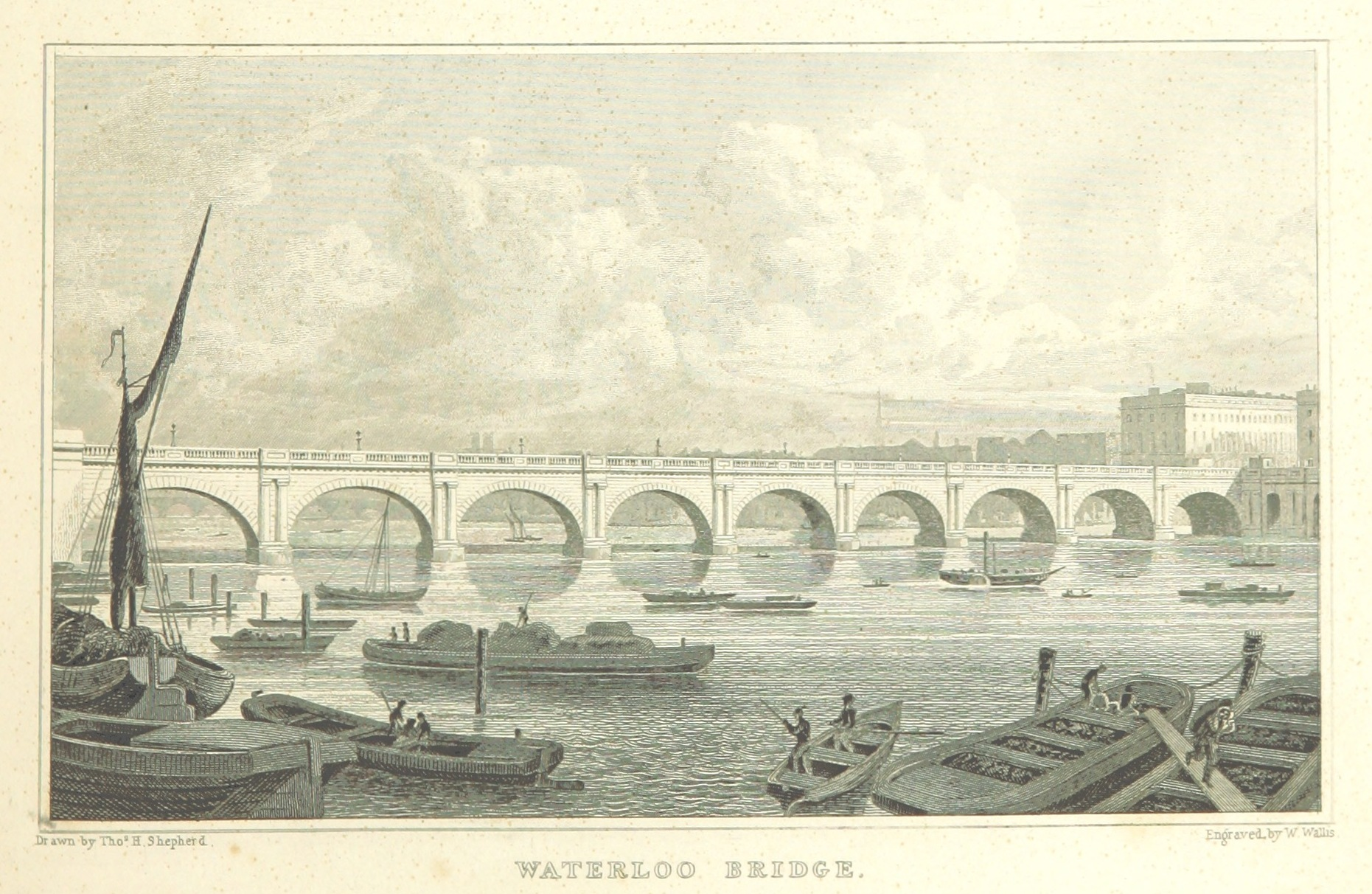
Waterloo Bridge im Jahre 1828

Die Brücke sieht in Anlehnung an die anderen Londoner Themsebrücken wie eine Bogenbrücke aus, aber aus konstruktiver Sicht ist sie eine Balkenbrücke mit zwei parallelen Stahlbeton-Hohlkästen, die über den 5 Brückenfeldern so stark gevoutet sind, dass sie den Anschein einer Bogenbrücke mit Spannweiten von ungefähr 72 m erzeugen.
Die unter den Gehwegen angeordneten Hohlkästen sind 7,6 m (25 ft) breit. Ihre Höhe nimmt von 7,5 m über den Pfeilern auf 2,4 m im Scheitel der Bögen ab. Sie bilden einen Durchlaufträger, der jedoch im Mittelfeld durch einen ca. 27 m (90 ft) langen Einhängeträger unterbrochen ist. Die Bewehrung der Hohlkästen ist, anders als üblich, verschweißt, um eine höhere Festigkeit zu erreichen.
In dem  9,14 m (50 ft) breiten Zwischenraum befindet sich eine stählerne Konstruktion aus Längs- und Querträgern.
Die vier Stahlbeton-Pfeiler stehen auf 2 m starken Betonplatten in 10,5 m Tiefe unter dem Flussbett. Die Pfeiler haben einen Hohlquerschnitt und sind 35 m lang und 5 m breit. Sie haben schiffsförmige Strömungsteiler.

## Waterloo Bridge (1817)
Die erste Brücke an dieser Stelle wurde von John Rennie senior entworfen und unter seiner Leitung zwischen 1811 und 1817 errichtet. Sie war 380 m (1240 ft) lang. Sie bestand aus 9 gleichen Korbbögen mit Stützweiten von 36,6 m (120 ft) und Pfeilhöhen von 10,7 m (35 ft). Die 8 Flusspfeiler waren 6,1 m (20 ft) breit und 25,9 m (85 ft) lang. Auf den Strömungsteilern stand je ein Paar dorischer Säulen, über denen die Balustrade durch eine vorspringende Laibung unterbrochen wurde, hinter der die Fußgänger rasten konnten. Die 13 m breite Brücke hatte 2,3 m weite Gehwege und eine 8,4 m breite Fahrbahn. Die Brücke war mit Granit aus Penryn in Cornwall verkleidet, für die Balustrade verwendete man Granit aus Aberdeen.

## Geschichte

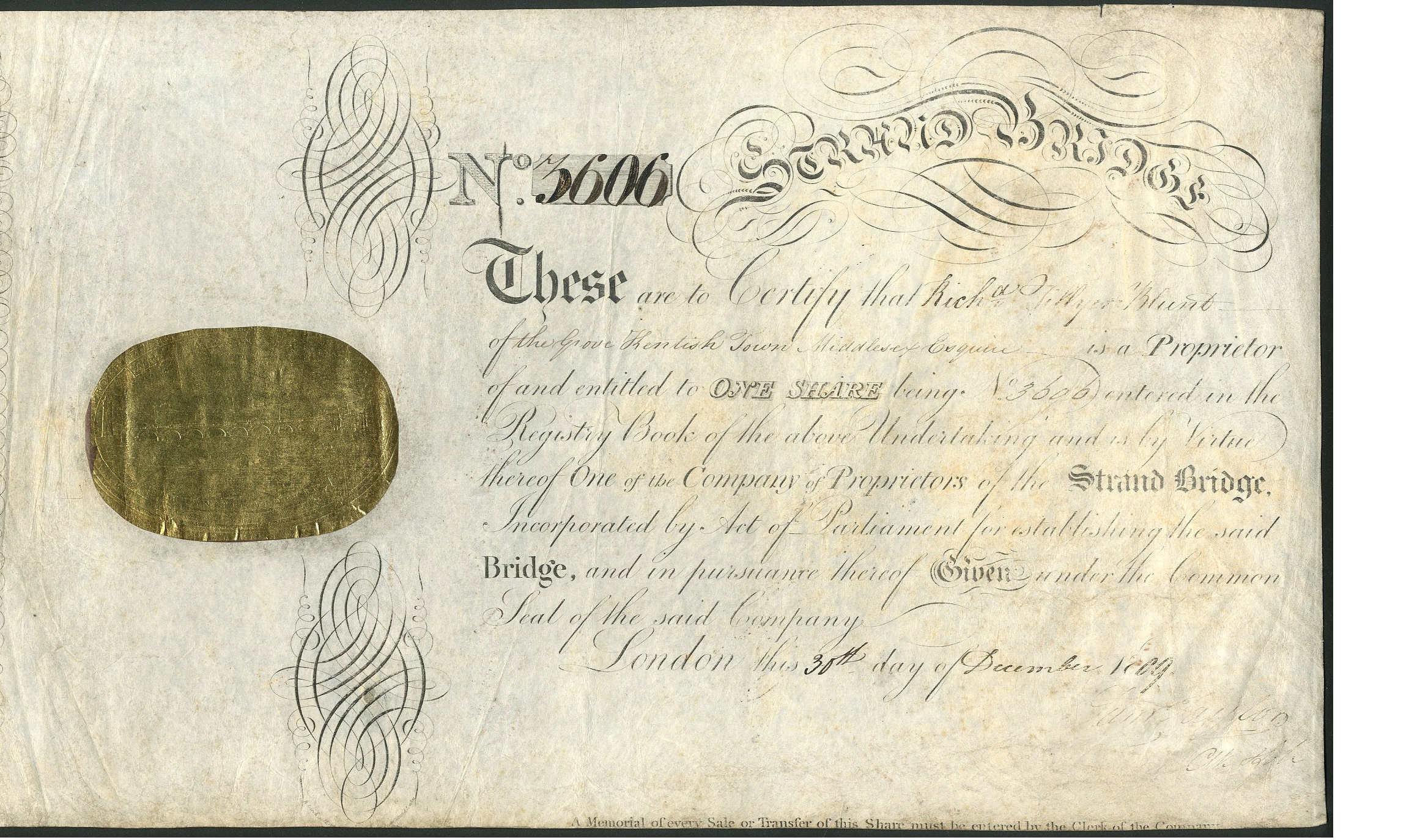
Aktie der Company of the Proprietors of the Strand Bridge vom 30. Dezember 1809

Die Waterloo Bridge war die vierte Themsebrücke in London nach der London Bridge, der Westminster Bridge und der Blackfriars Bridge – sieht man von der damals weit vor der Stadt gelegenen Putney Bridge ab.
Um 1806 begannen Immobilienspekulanten, sich wegen des rasch ausdehnenden Stadtgebiets für eine Mautbrücke nach Lambeth zu interessieren. 1809 gründete man die Strand Bridge Company und bestellte John Rennie zu deren Chief Engineer. Am 11. Oktober 1811 wurde der Grundstein gelegt. Mit einem Parlamentsbeschluss von 1816 änderte man den Namen der Brücke in Waterloo Bridge, zur Erinnerung an den entscheidenden Sieg, den die  alliierten Truppen unter Duke of Wellington und der mit ihnen verbündeten Preußen unter Feldmarschall Blücher in der Schlacht bei Waterloo gegen Napoleon Bonaparte im Jahr zuvor errungen hatten. Am 18. Juni 1817, dem zweiten Jahrestag der Schlacht, wurde die Brücke vom Prinzregenten, dem späteren König Georg IV., feierlich eröffnet.
Die Brücke war allerdings kein finanzieller Erfolg, da viele Leute den Umweg über die mautfreien Westminster und Blackfriars Bridges nahmen. 1878 wurde die Brücke verstaatlicht und durch das Metropolitan Board of Works übernommen, das auch die bisher erhobene Maut aufhob.
In der Vergangenheit war die London Bridge mit ihren 19 schmalen Bögen zwar immer eine Gefahr für die Schifffahrt gewesen, hatte aber auch den Gezeitenstrom deutlich verlangsamt. Mit dem Bau der ebenfalls von Rennie geplanten Neuen London Bridge und dem 1832 folgenden Abriss der alten Brücke konnten die Gezeiten wieder fast ungehindert bis zum Teddington Lock fließen. Das führte auf Dauer zu Auskolkungen der Fundamente der Waterloo Bridge. Von 1882 bis 1884 wurden deshalb Betonplatten um die Fundamente herum gelegt.

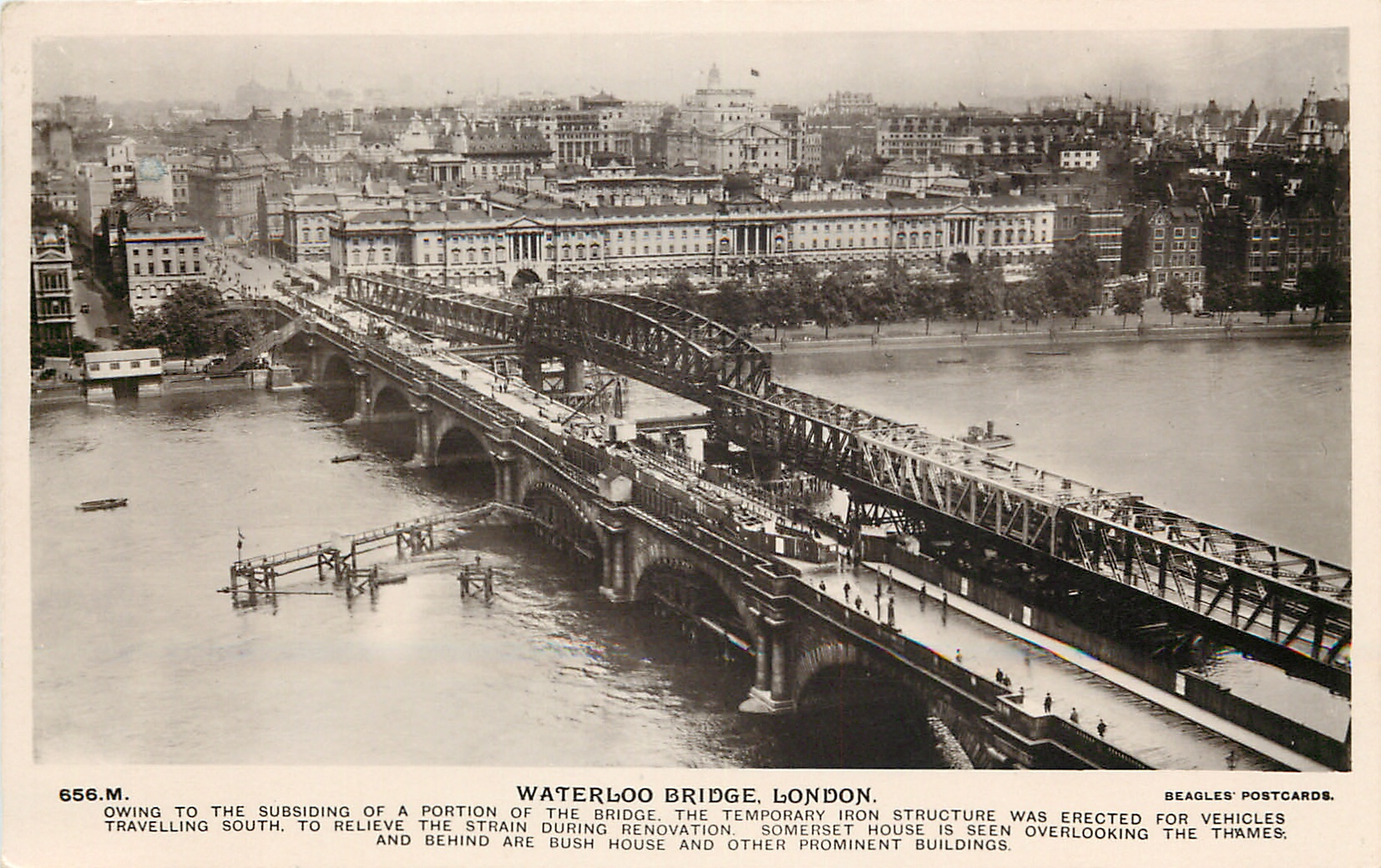
Waterloo Bridge, um 1925

1923 zeigten sich Senkungen an drei Pfeilern, weshalb die Brücke 1924 für den Verkehr gesperrt wurde. Als Notbehelf baute Sir William Arrol & Co. eine stählerne Fachwerkbrücke, die nach Abschluss der Reparaturarbeiten für den Verkehr einer Fahrtrichtung  beibehalten wurde. Nach Diskussionen über die Alternativen entschied sich das London County Council 1925 für den Abriss der Brücke. Die notwendigen Mittel wurden allerdings erst 1936 endgültig bewilligt. Währenddessen hatte man schon 1934 mit dem Abbruch der Waterloo Bridge begonnen. Dafür musste auf den vorhandenen Pfeilern eine provisorische Fachwerkbrücke errichtet werden, von der aus die Steinquader auf der Brücke abgebaut werden konnten. Für den Rückbau der Bögen wurden Lehrgerüste aufgebaut. Die Pfeiler wurden schließlich im Schutz von Spundwänden entfernt. Die Abbrucharbeiten wurden von dem Ingenieurbüro Rendel, Palmer & Tritton geplant und von Sir William Arrol & Co. ausgeführt.
Mit der Planung des Neubaus wurde Giles Gilbert Scott beauftragt, ein renommierter Architekt, dem Rendel, Palmer & Tritton für die Tragwerksplanung zur Seite standen. Die Bauarbeiten wurden an Peter Lind & Co. vergeben. Der Bau begann 1937, verzögerte sich aber wegen des Ausbruchs des Zweiten Weltkriegs. Wegen des Mangels an männlichen Arbeitskräften bauten mehrheitlich Frauen an der Brücke; sie wurde gelegentlich als „Ladies' Bridge“ bezeichnet. Die Waterloo Bridge ist die einzige Brücke in London, die bei den Angriffen der Luftwaffe auf London (1940/41) beschädigt wurde. 1942 konnte ein Teil der neuen Brücke für den Verkehr freigegeben werden. 1943 wurde die provisorische Fachwerkbrücke demontiert. Am 10. Dezember 1945 wurde die Waterloo Bridge formell eröffnet. In seiner Ansprache gedachte Herbert Stanley Morrison voller Pathos der an ihrem Bau beteiligten Männer. Die Frauen erwähnte er mit keinem Wort. Dies wurde 2015 von Ministerin Tracey Crouch nachgeholt.
Die Waterloo Bridge wurde 1981 als Grade II* listed structure unter Denkmalschutz gestellt.

## Die Brücke in der Kunst
Die Brücke ist von verschiedenen Künstlern gemalt worden, u. a. von John Constable, William Turner und Claude Monet.

## Sonstiges
Am 7. September 1978 wurde der bulgarische Schriftsteller Georgi Markow an der Bushaltestelle auf der Brücke Opfer des „Regenschirmattentats“. Ein bulgarischer Geheimdienstagent vergiftete ihn dabei mit Rizin.